# فرانكو ميراندا
فرانكو ميراندا (بالإسبانية: Franco Miranda)‏ (13 مايو 1985 كومودورو ريفادافيا الأرجنتين - ) هو لاعب كرة قدم أرجنتيني يلعب كمدافع.

## روابط خارجية
- فرانكو ميراندا على موقع قاعدة بيانات كرة القدم.إي يو (الإنجليزية)
- فرانكو ميراندا على موقع Soccerbase.com (لاعب) (الإنجليزية)
- فرانكو ميراندا على موقع Soccerway.com (الإنجليزية)